# 江门市中心医院
江门市中心医院（Jiangmen Central Hospital），当地通称为北街医院，是一家院本部位于广东省江门市蓬江区北街海傍街23号的三级甲等医院。医院始建于1912年，前身是加拿大基督教会在江门开办的仁济医院，1986年12月，更名为江门市中心医院。

## 歷史
医院创建于1912年, 前身是加拿大基督教会（United Church of Canada）在江门北街开办的仁济医院。
1994年被评为三级甲等综合性医院，医院集医疗、科研、教学、预防、保健和康复于一体。
2005年成为中山大学附属江门医院。

## 服务范围

### 内科
- 心内科
- 肾内科
- 内分泌科
- 呼吸内科
- 消化内科
- 神经内科
- 血液风湿科
- 感染病科

### 外科
- 普外科
- 泌尿外科
- 脑外科
- 胸外科
- 器官移植科

### 其他
- 妇产科
- 儿科
- 口腔科
- 耳鼻喉科
- 眼科
- 骨科
- 中西医结合科
- 心理及性咨询科
- 肿瘤科
- 医学影像部
- 老年病科
- 皮肤科
- 超声科
- 烧伤整形科
- 麻醉科
- 病理科
- 预防保健科
- 特诊科
- 病案统计室
- ICU
- 康复科